# Jeanne Dambendzet
Jeanne Dambendzet (sinh ngày 1 tháng 8 năm 1943 ) là một chính trị gia Congo. Bà phục vụ trong chính phủ Congo-Brazzaville từ 1989 đến 1991 và một lần nữa từ 1997 đến 2009. Từ năm 2009, bà là Phó chủ tịch đầu tiên của Hội đồng Kinh tế và Xã hội, một tổ chức nhà nước. Bà là thành viên của Đảng Lao động Congo (PCT) và là Thư ký Điều hành Quốc gia của Tổ chức Phụ nữ Congo, tổ chức phụ nữ của PCT, kể từ năm 2013.

## Bối cảnh và sự nghiệp chính trị sớm
Dambendzet được sinh ra ở Franceville, nằm ở phía đông nam Gabon. bà có liên quan đến Tổng thống Denis Sassou Nguesso (anh là em họ đầu tiên của mẹ bà) và hai người đã biết nhau từ khi còn nhỏ. Bà đã trở thành một giáo viên và là một nhà hoạt động trong hiệp hội giáo viên; bà cũng là người sáng lập Liên minh Cách mạng Phụ nữ Congo (URFC). Từ 1977 đến 1980, bà là đại biểu của URFC cho Liên đoàn Dân chủ Quốc tế Phụ nữ; sau đó, bà là Đại diện thường trực của Liên đoàn Dân chủ Quốc tế Phụ nữ tại UNESCO từ năm 1980  đến năm 1984.
Tại Đại hội thông thường lần thứ ba của PCT, được tổ chức vào ngày 27 – 31 tháng 7 năm 1984, Dambendzet đã được bầu vào Ủy ban Trung ương PCT gồm 75 thành viên. bà cũng được phân bàng đứng đầu bộ phận nghiên cứu và nghiên cứu của PCT. Vào ngày 13 tháng 8 năm 1989, bà được bổ nhiệm vào chính phủ Congo làm Bộ trưởng Bộ Lao động và An sinh xã hội, giữ chức vụ đó cho đến khi chế độ PCT kết thúc vào năm 1991.

## Sự nghiệp chính trị từ đầu những năm 1990
Dambendzet vẫn trung thành với Sassou Nguesso trong nhiệm kỳ tổng thống của Pascal Lissouba (1992 – 1997) và làm việc tích cực thay mặt ông trong cuộc nội chiến tháng 6 – tháng 10 năm 1997. Sau chiến thắng của lực lượng Sassou Nguesso, Dambendzet một lần nữa được bổ nhiệm vào chính phủ làm Bộ trưởng Bộ Dịch vụ Dân sự và Cải cách Hành chính vào ngày 2 tháng 11 năm 1997; danh mục đầu tư của bà đã được mở rộng để bao gồm sự tiến bộ của phụ nữ vào ngày 12 tháng 1 năm 1999. Trong cuộc bầu cử quốc hội tháng 5 năm 2002, Dambendzet đã được bầu vào Quốc hội với tư cách là ứng cử viên PCT tại khu vực bầu cử Ngoko, nằm ở Vùng Cuvette; bà đã nhận được 55,43% phiếu bầu và giành được ghế trong vòng đầu tiên. Sau cuộc bầu cử, bà được chuyển đến chức Bộ trưởng Bộ Nông nghiệp, Chăn nuôi, Ngư nghiệp và Sự tiến bộ của Phụ nữ vào ngày 18 tháng 8 năm 2002; bà vẫn ở vị trí đó trong chính phủ có tên vào ngày 7 tháng 1 năm 2005, mặc dù danh mục đầu tư của bà đã bị giảm xuống thành nông nghiệp, chăn nuôi và thủy sản. Danh mục đầu tư của bà tiếp tục được giảm xuống thành nông nghiệp và chăn nuôi vào ngày 3 tháng 3 năm 2007 
Trong cuộc bầu cử quốc hội năm 2007, Dambendzet một lần nữa được bầu vào Quốc hội với tư cách là ứng cử viên PCT tại Ngoko; bà đã giành được ghế trong vòng đầu tiên với 67,58% phiếu bầu. Sau đó, bà đã được chuyển đến chức Bộ trưởng Bộ Thương mại, Tiêu dùng và Vật tư vào ngày 30 tháng 12 năm 2007 
Dambendzet phân phối các bảng cho thương nhân và nhà cung cấp tại chợ Bourreau ở Brazzaville vào ngày 22 tháng 8 năm 2009. Bà giải thích rằng một trong những nhiệm vụ của bộ của bà là hiện đại hóa thị trường và việc bán hàng hóa khỏi mặt đất là một vấn đề sức khỏe cộng đồng. Theo Dambendzet, nhiều bảng sẽ được phân phối tại các thị trường khác để giúp thị trường đáp ứng các tiêu chuẩn cơ bản về sức khỏe cộng đồng.
Dambendzet đã bị bãi nhiệm khỏi chính phủ vào ngày 15 tháng 9 năm 2009  và sau đó được Sassou Nguesso bổ nhiệm làm Phó chủ tịch đầu tiên của Hội đồng Kinh tế và Xã hội vào ngày 18 tháng 9 năm 2009. bà đã gặp gỡ với Claudine Munari, người kế nhiệm bà với tư cách là Bộ trưởng Bộ Thương mại, vào ngày 24 tháng 9 để thảo luận về các vấn đề mà Bộ phải đối mặt, đặc biệt là các Hiệp định Đối tác Kinh tế với Liên minh Châu Âu. Bà cũng thảo luận về các vấn đề thương mại nội bộ, chẳng hạn như giá thực phẩm tăng. Munari nói rằng bà sẽ tiếp tục tham khảo ý kiến với Dambendzet khi cần thiết.
Là Phó Chủ tịch đầu tiên của Hội đồng Kinh tế và Xã hội, Dambendzet đã gặp Florent Ntsiba, Bộ trưởng Bộ Lao động và An sinh Xã hội, vào ngày 13 tháng 11 năm 2009 để thảo luận về sự hợp tác lớn hơn giữa Hội đồng và chính phủ về các chính sách, bao gồm cả những vấn đề liên quan đến việc làm, đào tạo, tiền lương, và lương hưu. Bà nói rằng Hội đồng sẽ truyền đạt mối quan tâm và mong muốn của người dân đến các bộ liên quan.
Tại Đại hội bất thường lần thứ sáu của PCT, được tổ chức vào tháng 7 năm 2011, Dambendzet đã được bầu vào Bộ chính trị 51 thành viên của PCT.
Vào tháng 8 năm 2013, tại đại hội thành lập của Tổ chức Phụ nữ Congo (OFC), tổ chức phụ nữ mới thành lập của PCT, Dambendzet đã được chỉ định làm Thư ký Điều hành Quốc gia của OFC.
Trong chiến dịch cho cuộc bầu cử địa phương tháng 9 năm 2014, Dambendzet đã được phái đến Cục Cuvette để vận động cho các ứng cử viên của PCT ở đó.